# Arrudopiu
L'Arrudopiu è un fiume di 10 km che scorre a Sadali, in Sardegna.

## Corso del fiume
Nasce a 1212 m s.l.m. sul monte Santa Vittoria e sfocia nel fiume Flumineddu nei pressi di Sadali.